# Bentley Mark VI
 La Mark VI è una autovettura costruita dalla Bentley dal 1946 al 1952.

## Contesto
È stato il primo modello prodotto dopo la sospensione della produzione dovuta alla seconda guerra mondiale. Fu anche la prima auto prodotta dalla Rolls-Royce, dopo l'acquisizione del 1931 della Bentley. con carrozzeria di serie, realizzata su disegno della consociata Park Ward, ma realizzata dalla Pressed Steel Company.
Per i nostalgici, che preferivano rivolgersi al proprio carrozziere di fiducia, c'era ancora la possibilità di acquistare il semplice "rolling chassis" (telaio marciante), questa opzione fu davvero minimamente scelta dalla clientela e tra le poche carrozze fuoriserie, si evidenziano i magnifici cabriolet Park Ward.
Il motore era il B60, figlio di quella famiglia di motori modulari a 4, 6 e 8 cilindri (B40-B60-B80) che erano nati per esigenze belliche, per la movimentazione di camion, anfibi e gruppi elettrogeni.
Il vecchio 6 cilindri valvole in testa fu rimpiazzato da questa buona unità dotata però della sola valvola di aspirazione in testa e dello scarico laterale. in comune i due propulsori (quello delle Derby e quello delle Crewe) avevano solo l'interasse dei cilindri.
Il telaio prendeva quasi tutto dalla MKV, ruote indipendenti anteriori, con molle elicoidali e finalmente struttura di rinforzo a X nel centro.
Il telaio ed il motore furono usati come base per la Rolls-Royce Silver Wraith del 1946 e la Silver Dawn del 1949.
I primi esemplari della Mark VI utilizzavano un Motore in linea a sei cilindri con cilindrata di 4257 cm³. Nel 1951 fu introdotto un propulsore di cilindrata di 4566 cm³ sempre con la stessa configurazione denominato Big Bore. La Mark VI aveva inizialmente un cambio manuale a quattro rapporti, con sincronizzatori nei 3 superiori;  fu poi disponibile il GM 400 RR automatico, di produzione General Motors, su specifiche Rolls Royce, lo stesso cambio che passò alle 3 versioni di Silver Cloud e arrivò fino alle primissime Silver Shadow.
Fu conservato il tipico sistema di lubrificazione centralizzato, che permetteva all'olio di giungere alle parti in movimento delle sospensioni a partire da un serbatoio centrale.
L'impianto frenante era per la prima volta misto, idraulico sull'avantreno e meccanico al retrotreno, con il "vecchio" servofreno su licenza Hispano Suiza.
La versione da 4566 cm³ di cilindrata della Bentley Mark VI fu provata dal periodico “The Motor” nel 1951. Raggiunse la velocità massima di 160 km/h e accelerò da 0 e 97 km/h in 15 secondi. Il consumo di carburante era di 17,4 litri ogni 100 km. Il modello utilizzato nel test costava 4473 sterline incluse le tasse.
Furono prodotte versioni berlina e cabriolet.

## Produzione
- 4257 cm³ di cilindrata: 4000 (832 carrozzate da carrozzieri di fiducia del cliente)
- 4566 cm³ di cilindrata:: 1202 (180 carrozzate da carrozzieri di fiducia del cliente)